# Szare mydło

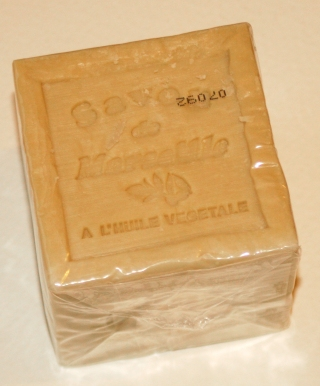
Mydło marsylskie

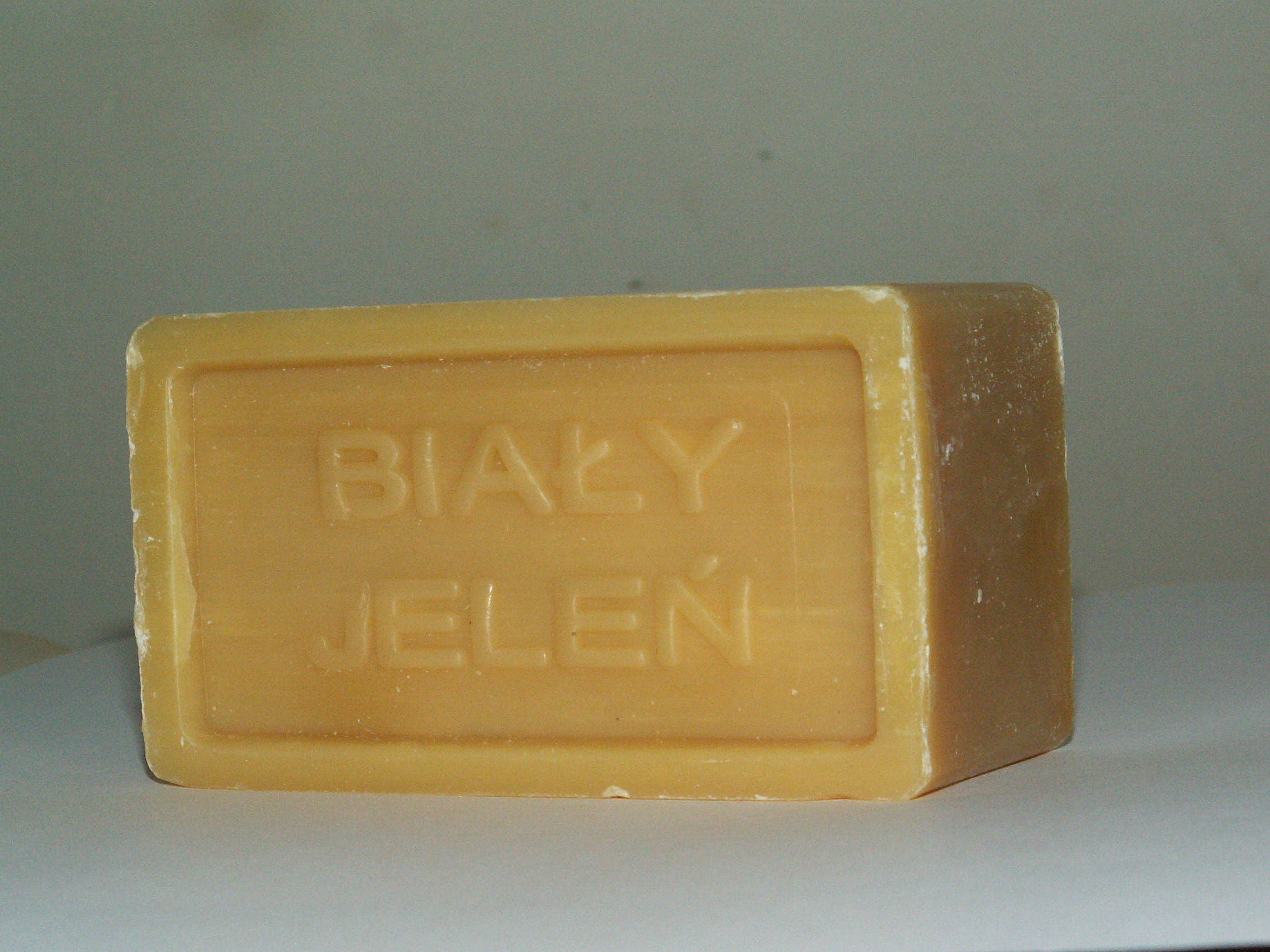
Mydło „Biały Jeleń”

Szare mydło, mydło potasowe – mieszanina soli potasowych wyższych kwasów karboksylowych oraz dodatków.
Mydło potasowe jest miękkie (maziste), w odróżnieniu od soli sodowych (białe mydło), które jest twarde, nie mięknie i nie rozpływa się tak bardzo w wodzie jak potasowe. Oba jednak dobrze (jak na mydła) „rozpuszczają” się w wodzie (w rzeczywistości woda nie rozpuszcza mydeł, a tworzy z nimi emulsję).

## Biały Jeleń
Produkcję szarego mydła pod nazwą Biały Jeleń zapoczątkowała w Polsce, powstała w 1918 r., krakowska spółka Towarzystwo Akcyjne – Mydło w swoim zakładzie Fabryka Przetworów Tłuszczowych Spółka Akcyjna w Trzebini w 1921 r. Fabryka ta znana była też z szeregu innych wyrobów jak proszek Radion czy mydło Lux.
Nazwa „Biały Jeleń” nawiązuje do legendy o św. Hubercie, któremu w czasie polowania ukazał się biały jeleń z krzyżem między porożem. Głowa takiego jelenia wytłoczona była na jednym z boków kostki mydła. W okresie powojennym krzyż z poroża został usunięty.
Ze względu na prostą recepturę mydło Biały Jeleń w okresie PRL-u było jednym z najpowszechniej dostępnych typów mydeł wykorzystywanych zarówno do celów higieny osobistej, jak i gospodarczych. 
Produkowane współcześnie tzw. „szare mydła” o nazwach Biały Jeleń, Biały Wielbłąd lub Barwa Mydło naturalne szare nie są mydłami potasowymi, lecz sodowymi. Nazywa się je szarymi, ponieważ nie zawierają barwników i substancji zapachowych, dlatego są czasem polecane alergikom.

## Skład
Szare mydło potasowe produkowane jest w wielu krajach. Należy do nich miękkie lub płynne mydło marsylskie, które w 72% składa się z czystego mydła potasowego i powstaje według tradycyjnej receptury wyniku reakcji ogrzanej oliwy ze stężonym ługiem potasowym. Pozostałe składniki to: 0,5% gliceryny, 0,4% chlorku sodu i do 0,1% sody.